# کورومانی (کلمبیا)
کورومانی (کلمبیا) (به اسپانیایی: Curumaní) یک سکونتگاه مسکونی در کلمبیا است که در بخش سزار واقع شده‌است.

## خصوصیات
کورومانی ۴۲٫۰۰۰ نفر جمعیت دارد.